# Saison 1992 des Expos de Montréal
La Saison 1992 des Expos de Montréal était la 24e de la franchise dans la Ligue majeure de baseball. Les Expos ont terminé en 2e place de la division Est de la Ligue nationale avec 87 victoires contre 75 défaites.

## Classement
| Ligue nationale (Division Est) | V  | D  | %    | GB |
| ------------------------------ | -- | -- | ---- | -- |
| Pirates de Pittsburgh          | 96 | 66 | ,593 | —  |
| Expos de Montréal              | 87 | 75 | ,537 | 9  |
| Cardinals de Saint-Louis       | 83 | 79 | ,512 | 13 |
| Cubs de Chicago                | 78 | 84 | ,481 | 18 |
| Mets de New York               | 72 | 90 | ,444 | 24 |
| Phillies de Philadelphie       | 70 | 92 | ,432 | 26 |